# Eulepidotis formosa
Eulepidotis formosa är en fjärilsart som beskrevs av Bar 1875. Eulepidotis formosa ingår i släktet Eulepidotis och familjen nattflyn. Inga underarter finns listade i Catalogue of Life.